# Bridges, Friends and Brothers
Bridges, Friends and Brothers é o segundo álbum do premiado músico country Eric Silver. Lançado em 11 de dezembro de 2015, o álbum contém 9 versões em inglês de canções clássicas do cancioneiro sertanejo brasileiro, além de 4 músicas inéditas. Neste álbum, ele contou com as participações especiais de Almir Sater, Renato Teixeira, Sérgio Reis, Paula Fernandes, Sérgio Britto, Vince Gill e Victor Wooten.
A versão de Pássaro de Fogo, de Paula Fernandes, por exemplo, está presente na coletânea Encontros pelo Caminho, da Paula Fernandes.
| “ | “Como quis mostrar essas músicas para pessoas que não entendem o português, seria ruim perder o significado dessas músicas. A ideia no início era gravar e mostrar essa música sertaneja brasileira para o mundo. Convidei alguns artistas brasileiros e foi de uma forma bem natural. Foi divertido, porque eles participaram em suas próprias músicas com outra sonoridade.” | ” |

## Faixas
| N.º | Título                                      | Compositor(es)                              | Canção Original                                | Duração |  |
| 1.  | "Beautiful Life"                            | Victor Chaves                               | Versão de Vida Boa, de Victor & Leo            | 3:26    |  |
| 2.  | "Firebird (Ft. Paula Fernandes)"            | Paula Fernandes                             | Versão de Pássaro de Fogo, de Paula Fernandes  | 4:09    |  |
| 3.  | "What You Do Here"                          | Eric Silver                                 | Inédita                                        | 3:40    |  |
| 4.  | "Pilgrimage (Ft. Renato Teixeira)"          | Renato Teixeira                             | Versão de Romaria, de Renato Teixeira          | 3:54    |  |
| 5.  | "The Boy at the Gate (Ft. Sérgio Reis)"     | Teddy Vieira e Luís Raimundo                | Versão de O Menino da Porteira, de Sérgio Reis | 4:14    |  |
| 6.  | "Moving On (Ft. Vince Gill)"                |                                             | Tocando em Frente                              | 3:24    |  |
| 7.  | "The Guitar Player Plays (Ft. Almir Sater)" | Almir Sater                                 | Versão de Um Violeiro Toca, de Almir Sater     | 4:29    |  |
| 8.  | "Bridges, Friends and Brothers"             | Eric Silver                                 | Inédita                                        | 3:36    |  |
| 9.  | "Evidence"                                  | José Augusto, Paulo Sérgio Valle            | Versão de Evidências, de Chitãozinho e Xororó  | 4:25    |  |
| 10. | "You Loved Me Anyway"                       | Eric Silver                                 | Inédita                                        | 4:42    |  |
| 11. | "Tiptoes"                                   | Eric Silver e Victor Wooten                 | Inédita                                        | 3:47    |  |
| 12. | "Epitaph (Ft. Sérgio Britto)"               | Sérgio Britto                               | Versão de Epitáfio, do Titãs                   | 3:57    |  |
| 13. | "Moonlight in the countryside"              | Catulo da Paixão Cearense e João Pernambuco | Luar do Sertão                                 | 2:35    |  |